# Арсинский
Арсинский (Арси, Поселение-пост № 24) — посёлок Нагайбакского района Челябинской области, в 80 км на северо-восток от города Магнитогорска. Поселение расположено у озера Ача-Куль (с тюркских языков означает «солёное озеро»).
Площадь поселка — 31 557 га, население — 1 348 чел. Общая площадь сельскохозяйственных угодий — 24 107 га, пашни — 14 641 га.

## Этимология
Изначально поселение-пост № 24. Затем было надо нынешнее название, которое произошло от небольшого французского города Арси-сюр-Об в память о Сражение при Арси-сюр-Обе.

## История
Поселение было основано в 1842 году как как военное поселение № 24 в составе Новолинейного района ОКВ.
Первыми жителями были 300 человек: белопахотные крестьяне (из солдат) и калмыки из Ставропольского калмыцкого войска. 
Поселение входило в состав Верхнеуральского уезда Оренбургской губернии.
Позже поселению, также как и другим населённым пунктам региона (Чесма, Берлин, Париж, Порт-Артур, Лейпциг, Варна, Бреды, Фершампенуаз, Кассельский) было дано новое наименование. Название произошло от небольшого французского города Арси-сюр-Об в память о Сражение при Арси-сюр-Обе.
Дома строили из лиственницы, которая росла за озером Ача-Куль. Некоторые дома сохранились до сегодняшнего дня. До Октябрьской революции станица отправляла сотню казаков в Верхнеуральский казачий полк Оренбургского казачьего войска. Во время Гражданской войны большая часть казаков ушла в армию Дутова, оказавшись позже в Китае. Часть казаков ушли с Иваном и Николаем Кашириными в партизанскую армию В. К. Блюхера.
В 1929 году в посёлке был организован колхоз «Прогресс».
В 1946 году колхоз «Прогресс» разделили на 3 колхоза: имени Жданова, «Прогресс» и «Победа». В послевоенные десятилетия жители посёлка внесли значительный вклад в укрепление экономического потенциала района и области.

## Население
| 2002 | 2010  |
| ---- | ----- |
| 1346 | ↘1068 |